# Русалка (броненосная лодка)
«Русалка» — броненосец береговой обороны российского императорского флота, затонувший 7 (19) сентября 1893 года у берегов Финляндии.

## История
Башенная броненосная лодка «Русалка» заложена в 1866 году на Галерном острове в Санкт-Петербурге.
Спуск на воду состоялся 31 августа (12 сентября) 1867 года. В составе флота с 1868 года, приписана к броненосной эскадре Балтийского флота.
В летнюю кампанию 1869 года на «Русалке» служил С. О. Макаров. В конце кампании произошла на лодке первая авария, едва не закончившаяся гибелью корабля. Следуя в шхерах, «Русалка» коснулась правым бортом подводного камня. Образовалась течь в носовом отделении, которую удалось устранить только с помощью водолазов после посадки носовой части корабля на мель.
Изучив причины аварии «Русалки» и других кораблей, С. О. Макаров в 1870 году опубликовал в «Морском сборнике» работу «Броненосная лодка „Русалка“. Исследование плавучести лодки и средства, предлагаемые для устранения этого качества». В своей работе Макаров предложил ряд средств для борьбы с подводными пробоинами (в том числе пластырь из парусиновых матов), одобренные и принятые Морским министерством.
1 (13) февраля 1892 года броненосная лодка «Русалка» перечислена в разряд броненосцев береговой обороны. Входила в состав учебно-артиллерийского отряда Балтийского флота.

## Гибель «Русалки»

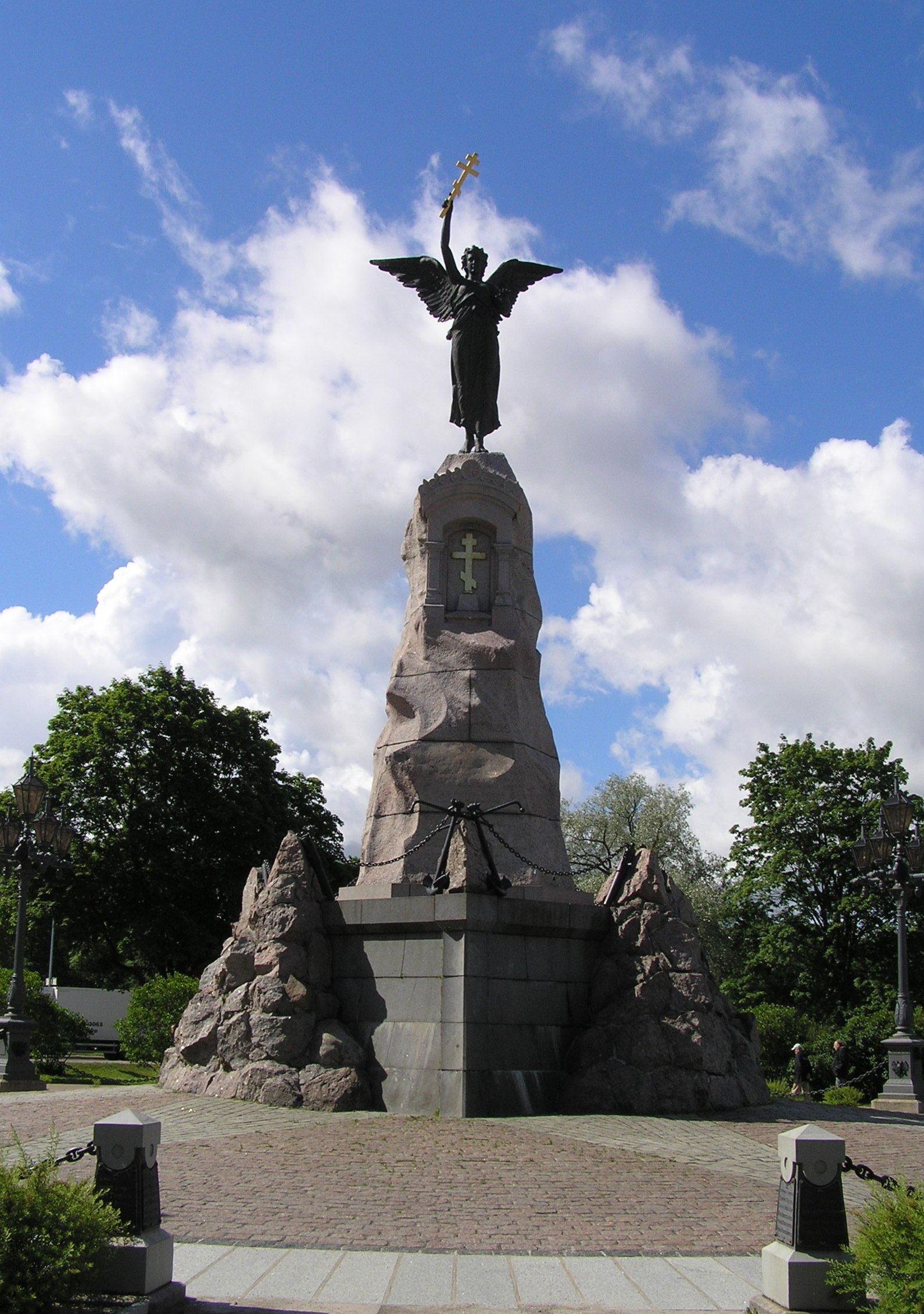
Памятник броненосцу «Русалка» в Таллине

В 8 часов 40 минут 7 (19) сентября 1893 года броненосец «Русалка» под командованием капитана 2-го ранга В. Х. Иениша вышел из гавани Ревеля, имея приказ следовать в Гельсингфорс и далее в Бьерке соединённо с канонерской лодкой «Туча». В пути, в районе Ревельштейнского плавучего маяка, из-за девятибалльного шторма и тумана корабли потеряли друг друга из вида. Командир лодки «Туча» капитан 2-го ранга Н. М. Лушков, вопреки приказу следовать соединённо с «Русалкой», принял решение следовать далее и в 15 часов 7 (19) сентября 1893 года «Туча» прибыла в Гельсингфорс. Лушков в телеграмме командиру учебно-артиллерийского отряда контр-адмиралу П. С. Бурачку не упомянул об отсутствии «Русалки», а также не доложил об этом командиру Свеаборгского порта. 8 (20) сентября Лушков отправил новую телеграмму Бурачеку, с запросом, ожидать ему «Русалку» или следовать в Бьерке, но эта телеграмма не дошла до адресата.
В свою очередь контр-адмирал Бурачёк после получения первой телеграммы от Лушкова не предпринял никаких мер для установления судьбы «Русалки» и 8 (20) сентября вышел с оставшимися кораблями учебно-артиллерийского отряда «Первенец» и «Кремль» из Ревеля в Бьерке, куда прибыл утром 9 (21) сентября. В Бьерке Бурачек также не принял мер по установлению местонахождения «Русалки» и «Тучи». В это время лодка «Туча» находилась на пути из Гельсингфорса в Бьерке. Зайдя в порт Роченсальма, Лушков отправил телеграмму Бурачеку, ждать ли ему «Русалку» или следовать дальше. Получив эту телеграмму 10 (22) сентября, Бурачек запросил Гельсингфорс, прибыла ли туда «Русалка», и только после этого уведомил о пропаже броненосца Главный морской штаб, где уже было известно о судьбе «Русалки» от командиров Свеаборгской крепостной артиллерии, Свеаборгского и Ревельского портов.
Первые сведения о «Русалке» были получены в Свеаборгском порту поздно вечером 9 (21) сентября от гельсингфорсского полицмейстера, который сообщил об обнаружении на одном из островов Кремаре шлюпки с трупом матроса 2 статьи Ивана Прунского. 10 (22) сентября на острове Сандхамн были обнаружены несколько разбитых шлюпок и деревянные обломки, а также другие предметы с броненосца «Русалка», о чём сразу было доложено в Главный морской штаб.
11 (23) октября 1893 года Высочайшим приказом броненосец береговой обороны «Русалка» был исключён из списков кораблей Российского императорского флота.
В 1900 году был создан комитет по сбору пожертвований на сооружение памятника броненосцу «Русалка», а к девятой годовщине со дня гибели корабля в Ревельском приморском парке Кадриорг Амандусом Адамсоном воздвигнут монумент в виде бронзового ангела, стоящего на гранитном постаменте с надписью: «Россіяне не забываютъ своихъ героевъ мучениковъ».

## Суд
В январе 1894 года состоялся военно-морской суд по делу о гибели броненосца «Русалка». В ходе судебного разбирательства были сделаны предположения о причинах гибели корабля, а также выдвинуты обвинения против командира учебно-артиллерийского отряда контр-адмирала П. С. Бурачека и командира канонерской лодки «Туча» капитана 2 ранга Н. М. Лушкова.
Приговор суда, объявленный 14 (26) февраля 1894 года, и утверждённый 28 февраля императором Александром III, гласил:
Контр-адмиралу Павлу Степановичу Бурачеку, 56 лет от роду, за недостаточную осторожность в выборе погоды для отправления броненосца «Русалка» и лодки «Туча» в море, противозаконное бездействие власти и слабый надзор за подчинёнными объявить выговор в приказе, а командира лодки «Туча», капитана 2 ранга Николая Михайловича Лушкова, 39 лет от роду, за неисполнение приказаний начальника по небрежности и за противозаконное бездействие власти отрешить от должности...
Выдвинутые в ходе следствия версии о причинах гибели броненосца сводились к следующим: корабль мог быть залит волнами после потери управляемости или же получил пробоину при ударе о подводные камни. Предположения о гибели из-за плохого технического состояния корабля, взрыве котлов или взрыве в помещении с боезапасом, были отклонены как несостоятельные. Суд в своём решении закрепил эти предположения.
Писатель К. Г. Паустовский, общавшийся с водолазами Экспедиции подводных работ особого назначения, участвовавшими в поисках затонувшего броненосца, на страницах книги «Чёрное море» (рассказ «Горох в трюме»), выдвинул свою версию катастрофы:
Осенью над Финским заливом часто проходят короткие бури. Начинаются они в полдень и бушуют до вечера. „Русалке“ надо было выйти на рассвете, чтобы проскочить в Гельсингфорс до полудня. Но адмирал приказал выходить в девять часов утра, и броненосец не посмел ослушаться.
По обычной в царском флоте небрежности „Русалка“ забыла на берегу деревянные крышки, которыми задраиваются во время шторма входные и световые люки. <…> В десять часов утра сорвался шторм силой в девять баллов. „Русалку“ начало заливать.
Когда начался шторм, вся команда спряталась внутри броненосца. Огромные волны били в корму корабля и перелетали через низкую палубу, ломая надстройки. Они вливались в открытые люки и горловины. О том, чтобы выйти на палубу, нечего было и думать — она вся скрылась под бушующими волнами.
Оставшиеся на верхнем мостике командир и штурвальные были крепко привязаны канатами к поручням.
Волны усиливались. Они начали перехлестывать через мостик. Вода попадала в трубы. В закупоренном броненосце, наполнявшемся водой, не хватало воздуха. Тяга в трубах упала, и машина начала сдавать. Это привело к тому, что волны обгоняли корабль и разрушали всё, что находилось на палубе.

Броненосец всё больше и больше набирал воду. Наконец водой залило топки, и машина встала. Тогда „Русалку“ повернуло бортом к волне, опрокинуло, и броненосец пошёл ко дну. Ни один человек не выплыл, потому что люди были или привязаны к поручням, или закупорены в стальной коробке броненосца.

## Поиск «Русалки»
Поиски «Русалки» и команды начались 10 (22) сентября 1893 года в районе Эрансгрундского плавучего маяка, как предполагаемого места гибели корабля. Поиски, в которых участвовали 15 судов, продолжались 37 дней (до 16 (27) октября) и были приостановлены в связи с наступившими заморозками и зимними штормами. В ходе поисков были обнаружены различные предметы и детали надстройки «Русалки». Ни один из офицеров и матросов спасён не был, место гибели броненосца обнаружить не удалось.
В июне — августе 1894 года предпринимались попытки поиска затонувшего броненосца «Русалка» с использованием водолазов, тралов и буксируемого самоходным судном воздушного шара с наблюдателями, однако положительного результата они не дали, и 15 (27) августа 1894 года поиски были официально прекращены.
Через 38 лет, в 1932 году, водолазы Экспедиции подводных работ особого назначения (ЭПРОН), ведшие поиски затонувшей в 1931 году подводной лодки № 9, сообщили об обнаружении лежащего на дне корпуса неизвестного корабля. О том, что этот корабль является «Русалкой», сообщалось в статье Л. В. Ларионова «Гибель „Русалки“ и её поиски» и в воспоминаниях бывшего руководителя ЭПРОН Н. П. Чикера.
И. Гольдман, изучивший архивное дело экспедиции по поиску подводной лодки № 9, хранившееся в Центральном Государственном архиве Военно-Морского Флота СССР, не обнаружил в нём сообщений об обнаружении броненосца «Русалка» в 1932 году. В то же время К. Д. Золотовский, в 1930-е годы работавший в ЭПРОНе, в детском сборнике рассказов «Рыба-одеяло» (рассказ «Девятка») довольно точно указывает глубину и положение судна:
Семьдесят семь метров.

– Я на грунте, – доложил водолаз. – Осматриваюсь. Судно. Лежит торчком на высокой скале.

– «Девятка»?

– Нет.

– «Единорог»?

– Нет. Броненосец! С пушками! Совершенно целый. Смешно сделан. Такого утюга никогда не видывал. <…>

– «Русалка», – сообщил Разуваев.
В июле 2003 года эстонское исследовательское судно «Маре» (капитан Велло Мясс) обнаружило на дне Финского залива затонувший корабль, после спуска водолазов опознанный как броненосец «Русалка». Корабль обнаружен южнее района поиска в 1893—1894 годах и места, указанного в статье Ларионова. Броненосец не лежит на грунте, а стоит вертикально на глубине 74 метров, кормой вверх, наполовину погружённый в ил, в 25 километрах южнее Хельсинки.
Эстонскими кинодокументалистами снят фильм «Тайна „Русалки“».[значимость факта?]

## Галерея

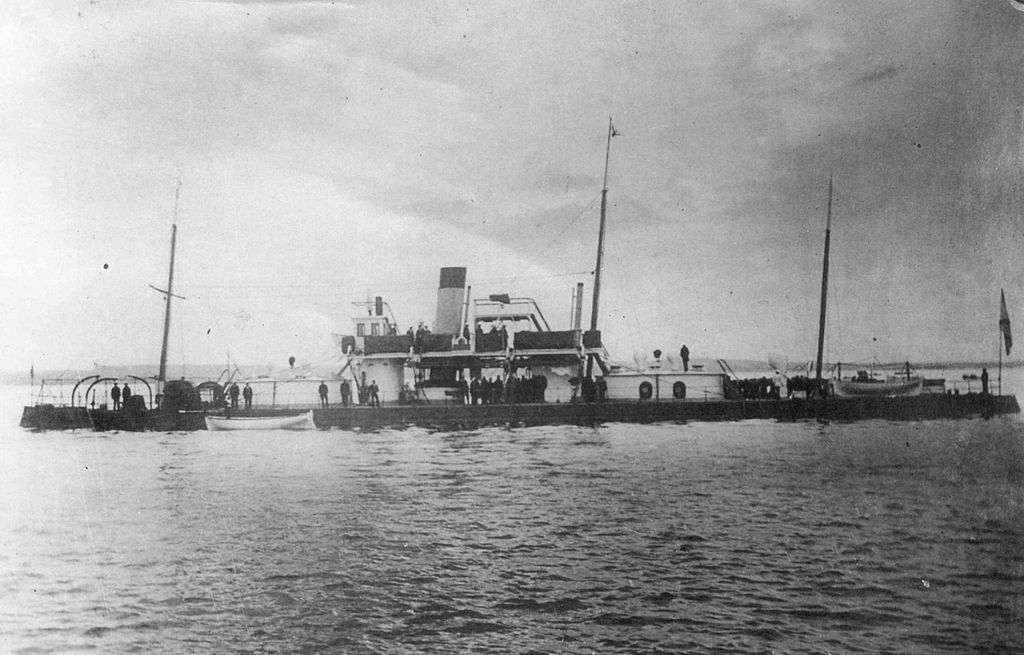
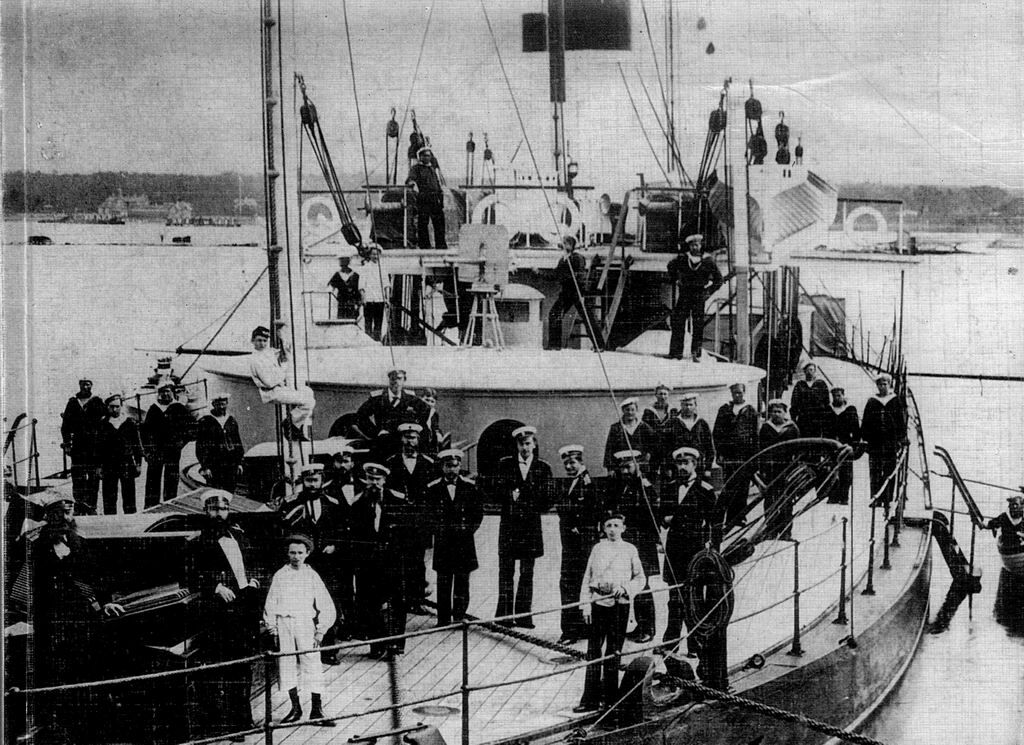
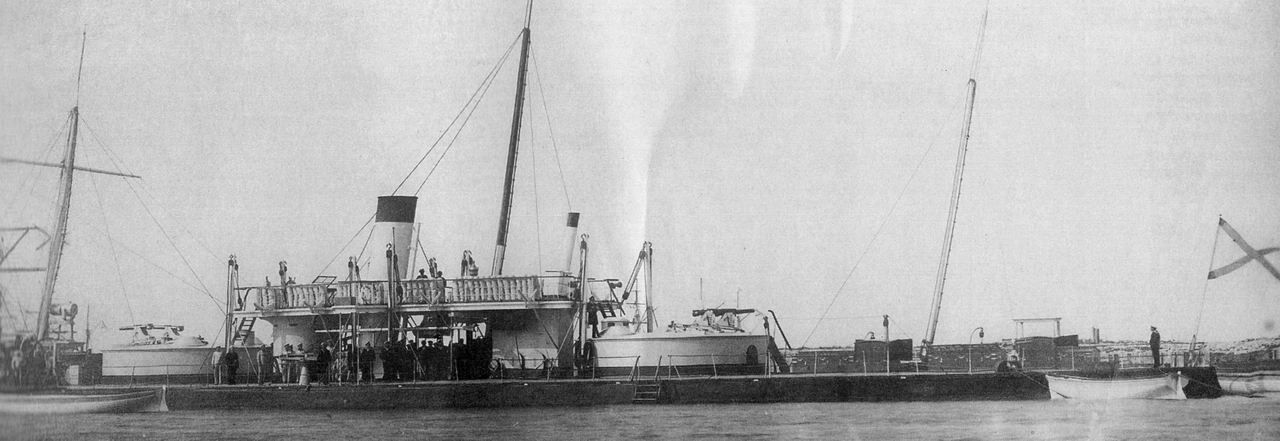
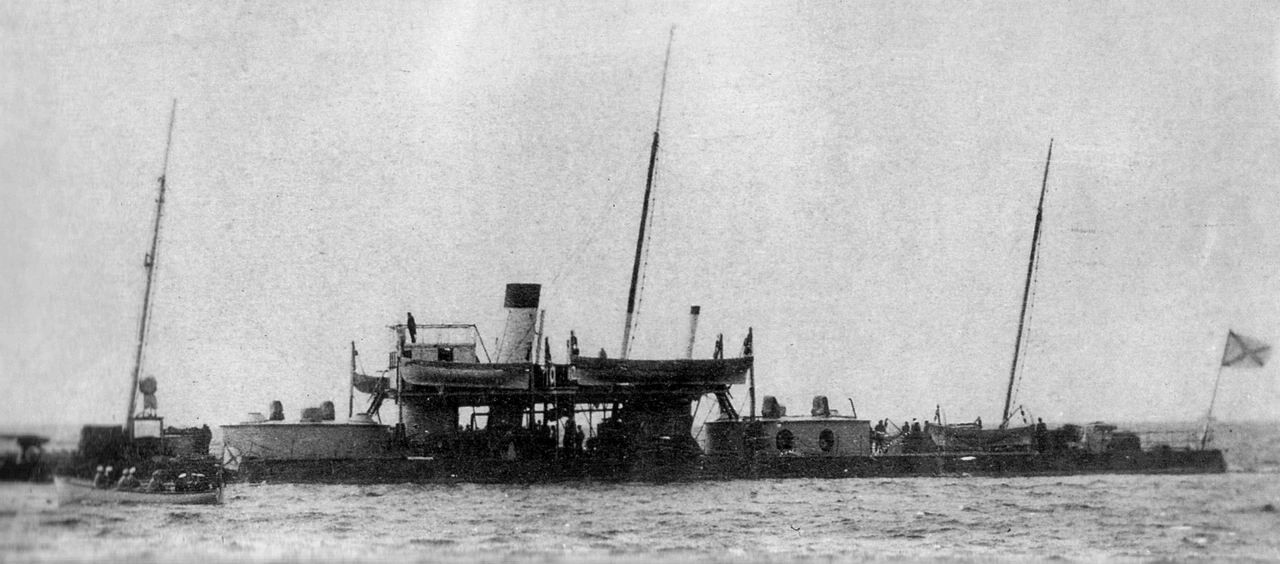
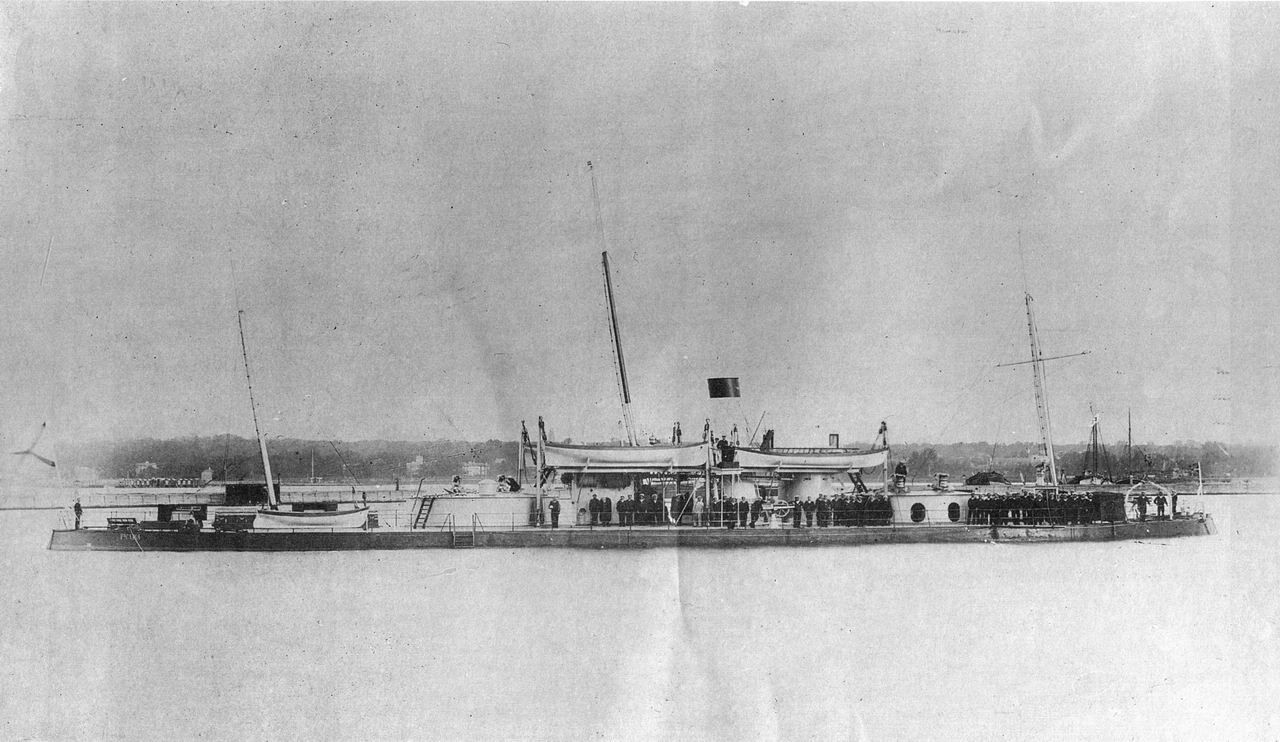